# شينا مارشال
شينا مارشال (بالإنجليزية: Sheina Marshall)‏ (ولدت 20 أبريل 1896 - 7 أبريل 1977) كانت عالمة أحياء بحرية اسكتلندية، وقد كرست حياتها في دراسة العوالق النباتية والحيوانية. عملت مارشال في محطة الأحياء البحرية في ميلبورت، كومبراي في اسكتلندا ما بين 1922-1964.